# Rajd Nowej Zelandii 2000
Rezultaty Rajdu Nowej Zelandii (30th Rally New Zealand), eliminacji Rajdowych Mistrzostw Świata w 2000 roku, który odbył się w dniach 13–16 lipca. Była to ósma runda czempionatu w tamtym roku i szósta szutrowa, a także ósma w Production World Rally Championship. Bazą rajdu było miasto Auckland. Zwycięzcami rajdu została fińska załoga Marcus Grönholm i Timo Rautiainen jadąca Peugeotem 206 WRC. Wyprzedzili oni dwie załogi jadące Fordem Focusem WRC, Brytyjczyków Colina McRae i Nicky'ego Grista oraz Hiszpanów Carlosa Sainza i Luísa Moyę. Z kolei w Production WRC zwyciężyli Austriacy Manfred Stohl i Peter Müller w Mitsubishi Lancerze Evo VI.
Rajdu nie ukończyło osiem załóg fabrycznych. Fin Tommi Mäkinen z zespołu Mitsubishi odpadł na 18. odcinku specjalnym na skutek wypadku, a jego partner z zespołu, Belg Freddy Loix, odpadł na skutek awarii na 14. odcinku specjalnym. Kierowca Subaru Imprezy WRC, Brytyjczyk Richard Burns, miał awarię na 20. oesie. Na tym samym oesie odpadł jego partner z zespołu, Fin Juha Kankkunen. Z rajdu wycofali się również dwaj kierowcy Seata Córdoby WRC. Francuz Didier Auriol miał wypadek na 16. oesie, a Fin Toni Gardemeister - na 1. oesie. Francuz François Delecour jadący Peugeotem 206 WRC miał awarię skrzyni biegów na 11. oesie, a Brytyjczyk Alister McRae w Hyundaiu Accencie WRC wycofał się z rajdu na 18. oesie z powodu awarii dyferencjału.

## Klasyfikacja ostateczna
| Miejsce                     | Zawodnik                  | Pilot                     | Samochód                  | Czas                      | Strata                    | Grupa                     | Punkty                    |
| WRC (pierwsza dziesiątka)   | WRC (pierwsza dziesiątka) | WRC (pierwsza dziesiątka) | WRC (pierwsza dziesiątka) | WRC (pierwsza dziesiątka) | WRC (pierwsza dziesiątka) | WRC (pierwsza dziesiątka) | WRC (pierwsza dziesiątka) |
| --------------------------- | ------------------------- | ------------------------- | ------------------------- | ------------------------- | ------------------------- | ------------------------- | ------------------------- |
| 1.                          | Marcus Grönholm           | Timo Rautiainen           | Peugeot 206 WRC           | 3:45:13.4                 |                           | A8 M                      | 10                        |
| 2.                          | Colin McRae               | Nicky Grist               | Ford Focus WRC            | 3:45:27.9                 | +14.5                     | A8 M                      | 6                         |
| 3.                          | Carlos Sainz              | Luís Moya                 | Ford Focus WRC            | 3:46:31.8                 | +1:18.4                   | A8 M                      | 4                         |
| 4.                          | Petter Solberg            | Phil Mills                | Ford Focus WRC            | 3:48:14.1                 | +3:00.7                   | A8                        | 3                         |
| 5.                          | Kenneth Eriksson          | Staffan Parmander         | Škoda Octavia WRC         | 3:48:26.1                 | +3:12.7                   | A8 M                      | 2                         |
| 6.                          | Possum Bourne             | Craig Vincent             | Subaru Impreza WRC        | 3:52:08.0                 | +6:54.6                   | A8                        | 1                         |
| 7.                          | Manfred Stohl             | Peter Müller              | Mitsubishi Lancer Evo VI  | 3:57:05.4                 | +11:52.0                  | N4                        |                           |
| 8.                          | Geof Argyle               | Paul Fallon               | Mitsubishi Lancer Evo VI  | 3:58:00.8                 | +12:47.4                  | A8                        |                           |
| 9.                          | Gustavo Trelles           | Jorge del Buono           | Mitsubishi Lancer Evo VI  | 3:58:51.7                 | +13:38.3                  | N4                        |                           |
| 10.                         | Reece Jones               | Leo Bult                  | Mitsubishi Lancer Evo VI  | 3:59:26.3                 | +14:12.9                  | N4                        |                           |
| PWRC (punktujący zawodnicy) |                           |                           |                           |                           |                           |                           |                           |
| 1. (7.)                     | Manfred Stohl             | Peter Müller              | Mitsubishi Lancer Evo VI  | 3:57:05.4                 |                           | N4                        | 10                        |
| 2. (9.)                     | Gustavo Trelles           | Jorge del Buono           | Mitsubishi Lancer Evo VI  | 3:58:51.7                 | +1:46.3                   | N4                        | 6                         |
| 3. (10.)                    | Reece Jones               | Leo Bult                  | Mitsubishi Lancer Evo VI  | 3:59:26.3                 | +2:20.9                   | N4                        | 4                         |
| 4. (12.)                    | Chris West                | Gary Cowan                | Mitsubishi Lancer Evo VI  | 4:00:57.2                 | +3:51.8                   | N4                        | 3                         |
| 5. (15.)                    | Gabriel Méndez            | Daniel Muzio              | Mitsubishi Lancer Evo VI  | 4:02:20.9                 | +5:15.5                   | N4                        | 2                         |
| 6. (16.)                    | Ross Meekings             | Alan Glen                 | Mitsubishi Lancer Evo III | 4:03:30.9                 | +6:25.5                   | N4                        | 1                         |

1. ↑  Litera M przy oznaczeniu grupy do której należy samochód oznacza, iż tylko ci kierowcy zdobywali punkty dla swoich zespołów liczonych w klasyfikacji producentów na koniec sezonu.

## Zwycięzcy odcinków specjalnych
| Dzień      | Odcinek | G. rozp. | Nazwa             | Długość  | Zwycięzca         | Czas    | Lider rajdu       |
| ---------- | ------- | -------- | ----------------- | -------- | ----------------- | ------- | ----------------- |
| 1 (14 LIP) | SS1     | 08:23    | Te Akau North     | 32.37 km | François Delecour | 18:08.1 | François Delecour |
| 1 (14 LIP) | SS2     | 10:26    | Maungatawhiri     | 6.52 km  | Petter Solberg    | 3:41.7  | François Delecour |
| 1 (14 LIP) | SS3     | 10:49    | Te Papatapu 1     | 16.75 km | Marcus Grönholm   | 11:13.6 | François Delecour |
| 1 (14 LIP) | SS4     | 11:22    | Te Hutewai        | 11.32 km | Petter Solberg    | 8:06.3  | François Delecour |
| 1 (14 LIP) | SS5     | 12:53    | Whaanga Coast     | 29.52 km | François Delecour | 21:23.7 | François Delecour |
| 1 (14 LIP) | SS6     | 13:36    | Te Papatapu 2     | 16.75 km | François Delecour | 11:04.2 | François Delecour |
| 1 (14 LIP) | SS7     | 18:15    | Manukau Super 1   | 2.10 km  | Colin McRae       | 1:22.3  | François Delecour |
| 1 (14 LIP) | SS8     | 18:45    | Manukau Super 2   | 2.10 km  | Colin McRae       | 1:20.5  | François Delecour |
| 2 (15 LIP) | SS9     | 09:28    | Waipu Gorge 1     | 11.24 km | Richard Burns     | 6:32.8  | François Delecour |
| 2 (15 LIP) | SS10    | 09:46    | Brooks 1          | 16.03 km | Richard Burns     | 9:49.9  | Marcus Grönholm   |
| 2 (15 LIP) | SS11    | 10:14    | Paparoa Station 1 | 11.64 km | Richard Burns     | 6:18.5  | Marcus Grönholm   |
| 2 (15 LIP) | SS12    | 11:37    | Parahi - Ararua   | 59.00 km | Richard Burns     | 34:04.5 | Marcus Grönholm   |
| 2 (15 LIP) | SS13    | 14:20    | Cassidy           | 20.12 km | Colin McRae       | 11:35.9 | Marcus Grönholm   |
| 2 (15 LIP) | SS14    | 15:13    | Batley            | 19.82 km | Colin McRae       | 11:09.0 | Marcus Grönholm   |
| 2 (15 LIP) | SS15    | 16:16    | Waipu Gorge 2     | 11.24 km | Marcus Grönholm   | 6:33.9  | Marcus Grönholm   |
| 2 (15 LIP) | SS16    | 16:34    | Brooks 2          | 16.03 km | Marcus Grönholm   | 9:56.8  | Marcus Grönholm   |
| 2 (15 LIP) | SS17    | 17:02    | Paparoa Station 2 | 11.64 km | Marcus Grönholm   | 6:24.5  | Marcus Grönholm   |
| 3 (16 LIP) | SS18    | 09:18    | Te Akau South     | 31.24 km | Alister McRae     | 18:46.3 | Marcus Grönholm   |
| 3 (16 LIP) | SS19    | 11:26    | Ridge 1           | 8.53 km  | Richard Burns     | 4:46.3  | Marcus Grönholm   |
| 3 (16 LIP) | SS20    | 11:39    | Campbell 1        | 7.44 km  | Colin McRae       | 3:55.9  | Marcus Grönholm   |
| 3 (16 LIP) | SS21    | 11:57    | Ridge 2           | 8.53 km  | Colin McRae       | 4:45.4  | Marcus Grönholm   |
| 3 (16 LIP) | SS22    | 12:10    | Campbell 2        | 7.44 km  | Colin McRae       | 3:51.8  | Marcus Grönholm   |
| 3 (16 LIP) | SS23    | 12:53    | Fyfe 1            | 8.00 km  | Colin McRae       | 4:21.8  | Marcus Grönholm   |
| 3 (16 LIP) | SS24    | 13:06    | Fyfe 2            | 8.00 km  | Petter Solberg    | 4:17.7  | Marcus Grönholm   |

## Klasyfikacja po 8 rundach
Tabele przedstawiają tylko pięć pierwszych miejsc.

### Kierowcy
| Lp. | Kierowca        | Pkt |
| --- | --------------- | --- |
| 1   | Richard Burns   | 38  |
| 2   | Marcus Grönholm | 34  |
| 3   | Colin McRae     | 30  |
| 4   | Carlos Sainz    | 27  |
| 5   | Tommi Mäkinen   | 23  |

### Producenci
| Lp. | Producent                    | Pkt |
| --- | ---------------------------- | --- |
| 1   | Subaru World Rally Team      | 58  |
| 2   | Ford Martini                 | 57  |
| 3   | Peugeot Esso                 | 41  |
| 4   | Marlboro Mitsubishi Ralliart | 29  |
| 5   | Škoda World Rally Team       | 8   |